# Apulia hyala
Apulia hyala är en insektsart som beskrevs av William Lucas Distant 1908. Apulia hyala ingår i släktet Apulia och familjen dvärgstritar. Inga underarter finns listade i Catalogue of Life.